# BBL-Pokal 2025/26
Der BBL-Pokal 2025/26 war die siebzehnte Austragung des Pokal-Wettbewerbs im deutschen Vereinsbasketball der Herren als  
Ligapokal. Wie in der Vorsaison spielten 24 Teams aus der ersten und zweiten Bundesliga im K.o.-System über fünf Spielrunden den Deutschen Pokalsieger im Vereinsbasketball der Herren aus.

## Modus
Wie in der Vorsaison nahmen die 18 Teams der Basketball-Bundesliga 2025/26 sowie die sechs besten Teams der Abschlusstabelle der ProA 2024/25 am BBL-Pokal teil. Die Zweitligisten sowie die zehn Erstligisten, die die Playoffs nicht erreicht haben, starteten in der ersten Runde. Dabei genossen die Qualifikanten aus der ProA sowie die beiden Absteiger Heimrecht. Die Gewinner dieser Spiele zogen ins Achtelfinale ein, wo auch die acht Playoff-Teilnehmer der vorherigen BBL-Saison einstiegen. Ab dem Achtelfinale wurde frei gelost. Im K.-o.-System wurden die vier Teilnehmer am Final Four ermittelt.

## Spielrunden
Die erste Runde wird vom 23. und 24. September 2024 ausgetragen. Dabei trifft immer ein Team aus Lostopf 1 in eigener Halle auf ein Team aus Lostopf 2. Die Gewinner der Paarungen qualifizieren sich für das Achtelfinale.
Die Auslosung zur ersten Runde erfolgte am 15. Juli 2025 in Düsseldorf.
| Topf 1                   | Topf 2                       |
| ------------------------ | ---------------------------- |
| BG Göttingen             | Telekom Baskets Bonn         |
| Gießen 46ers             | EWE Baskets Oldenburg        |
| Phoenix Hagen            | Rostock Seawolves            |
| HAKRO Merlins Crailsheim | MHP RIESEN Ludwigsburg       |
| Eisbären Bremerhaven     | RASTA Vechta                 |
| Tigers Tübingen          | Veolia Towers Hamburg        |
|                          | BMA365 Bamberg Baskets       |
|                          | SKYLINERS Frankfurt          |
|                          | Vet-Concept Gladiators Trier |
|                          | Science City Jena            |

1. Runde
| Datum | HEIM                     | Ergebnis | Gast                         | Spiel |
| ----- | ------------------------ | -------- | ---------------------------- | ----- |
|       | Gießen 46ers             |          | RASTA Vechta                 | 1     |
|       | BG Göttingen             |          | Telekom Baskets Bonn         | 2     |
|       | HAKRO Merlins Crailsheim |          | Science City Jena            | 3     |
|       | Tigers Tübingen          |          | Vet-Concept Gladiators Trier | 4     |
|       | Phoenix Hagen            |          | Rostock Seawolves            | 5     |
|       | Eisbären Bremerhaven     |          | EWE Baskets Oldenburg        | 6     |
|       | SKYLINERS Frankfurt      |          | MHP RIESEN Ludwigsburg       | 7     |
|       | Veolia Towers Hamburg    |          | BMA365 Bamberg Baskets       | 8     |

Achtelfinale
Das Achtelfinale wird vom 18. und 19. Oktober 2025 ausgetragen. Dafür sind die acht Gewinner der ersten Runde sowie die Playoff-Teilnehmer der BBL 2024/25 qualifiziert. Dabei handelte es sich um folgende Mannschaften:
| Datum | HEIM                         | Ergebnis | GAST                          |
| ----- | ---------------------------- | -------- | ----------------------------- |
|       | ALBA Berlin                  |          | ratiopharm Ulm                |
|       | Sieger Spiel 5               |          | Sieger Spiel 3                |
|       | MLP Academics Heidelberg     |          | Sieger Spiel 7                |
|       | Sieger Spiel 6               |          | Fit/One Würzburg Baskets      |
|       | Syntainics MBC               |          | Sieger Spiel 8                |
|       | Sieger Spiel 1               |          | NINERS Chemnitz               |
|       | Sieger Spiel 4               |          | Sieger Spiel 2                |
|       | FC Bayern München Basketball |          | Basketball Löwen Braunschweig |